# Dunslair Heights
Die Dunslair Heights sind ein Hügel der Moorfoot Hills. Er liegt nahe dem Südwestrand der Hügelkette. Seine 602 m hohe Kuppe befindet sich in der schottischen Council Area Scottish Borders. Die Dunslair Heights erheben sich rund fünf Kilometer nordöstlich von Peebles und sechs Kilometer südöstlich von Eddleston. Ihre Hängen sind als Teil des Glentress Forests weitgehend bewaldet. Die Schartenhöhe der Dunslair Heights beträgt 122 Meter. Neben der Hauptkuppe sind in der Karte der Ordnance Survey mehrere Nebenkuppen benannt, namentlich Sherra Law (560 Meter), Caresman Hill (551 Meter), Horsburgh Hope Head (544 Meter), Soonhope Craig (516 Meter) und Green Hill (426 Meter).

## Umgebung
Entlang der Westflanke der Dunslair Heights verläuft der Soonhope Burn, während der Horsburgh Hope entlang der Südwestflanke verläuft. Beide Bäche ergießen sich in den südlich verlaufenden Tweed. Südlich grenzt der Kirn Law, nördlich die Makeness Kipps und westlich der Black Law an die Dunslair Heights an.
Entlang der Hänge der Dunslair Heights finden sich Spuren früherer Besiedlung. So befand sich auf einem felsigen Plateau an den Hängen des Soonhope Craig einst ein Hillfort. Es war mit Gräben und zwei Mauerringen geschützt. Sein ovales Areal war 41 Meter lang und 35 Meter breit. Die Ruine ist als Scheduled Monument denkmalgeschützt. Nahe dem Fort wurde ein Stein mit zwei Cup-and-Ring-Markierungen aufgefunden.
Auf der Kuppe des Green Hill finden sich die Überreste einer ehemaligen Siedlung. Sie war geschützt durch eine Steinmauer. Auf dem ovalen, 39 × 33 Meter umfassenden Areal finden sich die Fundamente steinerner Hütten. Die Anlage ist als Scheduled Monument geschützt.